# Heterocampa mollis
Heterocampa mollis är en fjärilsart som beskrevs av Walker 1865. Heterocampa mollis ingår i släktet Heterocampa och familjen tandspinnare. Inga underarter finns listade i Catalogue of Life.